# Ōsakikamijima
Ōsakikamijima (大崎上島町?) è una cittadina giapponese della prefettura di Hiroshima.